# Alchemilla reversantha
Alchemilla reversantha é uma espécie de rosácea do gênero Alchemilla, pertencente à família Rosaceae.